# あばれ八州御用旅
『あばれ八州御用旅』（あばれはっしゅうごようたび）は、テレビ東京系で毎週金曜日21:00 - 21:54（JST）に放送されたテレビ東京、ユニオン映画製作の時代劇。

## 内容
関東取締出役（関東の取締りを行う、通称・八州廻り）の藤堂平八郎（西郷輝彦）が、"影の八州"と名乗り、人を斬り捨てる物語。
平八郎は若い役人と二人で各地へ移動する。その際、若い役人の前では切れ者ではないように装っており、若い役人は平八郎が影の八州であることに気づいていないという設定である。

### オープニング
毎回オープニングで、「関東取締出役は通称八州廻りと呼ばれ、斬り捨て御免の権限を持っていた。藤堂平八郎はその八州廻りを隠密で、影で行うことを許されていた。」というナレーションが入る。
オープニングのタイトルの表記は第4シリーズ以外は縦書きである。また、キャストの表記は第2シリーズ以外は横書きである。

### 劇伴BGM・効果音
本編の劇伴BGM・効果音は日本テレビ系の里見浩太朗主演の時代劇『松平右近事件帳』『新・松平右近』『長七郎江戸日記シリーズ』『八百八町夢日記』、テレビ朝日系時代劇『暴れん坊将軍シリーズ』、TBS系時代劇『水戸黄門』『大岡越前』と同じものが使用されている。

### スタッフについて
- 製作の企画担当やプロデューサーなどにはテレビ東京・ユニオン映画・東映太秦映像のスタッフが携わっている。
- 撮影などの制作協力にはTBSのナショナル劇場などの制作協力にも携わっている東映太秦映像のスタッフが担当している。

## 放送期間
- 第1シリーズ：1990年4月13日 - 1990年6月29日
- 第2シリーズ：1991年4月19日 - 1991年9月27日
- 第3シリーズ：1992年7月10日 - 1992年10月2日
- 第4シリーズ：1994年4月8日 - 1994年6月24日

## キャスト（登場人物）

### メインレギュラー
藤堂平八郎
演 - 西郷輝彦
水野忠邦の命令で、密かに悪人を始末する隠密の関東取締出役。小普請組の藤堂佐十郎の次男に生まれ、父と兄が他界するが、家督を継ぐことなく神田小川町で治療所を構えていた。友人の関東取締出役が殺害されたことで、水野忠邦から後任としてスカウトされた。事件に関わった町民・武士の犠牲者が出ると、白の宗十郎頭巾と着流し姿で悪人の屋敷に現れ、書状を投げて小柄で刺し、「地獄送り 影の八州」と書かれた巻物を悪人に見せ付け、「いかにも影の八州、閻魔の使いよ」と名乗り、北辰一刀流で悪人を斬る。
志津
演 - 加納みゆき（第1シリーズ・第2シリーズ）
平八郎の妻。第1シリーズ最終話で妊娠する。
田村新兵衛
演 - 新田純一（第1シリーズ・第2シリーズ）
北辰一刀流玄武館で剣の腕を磨いていた平八郎の後輩。第2シリーズ最終話で殉職。
弥五郎
演 - ビートきよし（第1シリーズ・第2シリーズ）
藤堂家御用人。
小百合
演 - 夏樹陽子（第1シリーズ - 第3シリーズ）
水野忠邦配下のくノ一。薬の行商人又は鳥追姿で探索する。
塙兵吾
演 - 倉田てつを（第3シリーズ）
新兵衛の後任。学問所勤番で水野忠邦より八州廻りに任命された。
ちんちらお京
演 - 井上ユカリ（第3シリーズ）
女掏摸。いつも兵吾をからかっている。
乙松
演 - 今村廣則（第3シリーズ）
お京の連れ。
銀駒の政吉
演 - 堤大二郎（第4シリーズ）
渡世人姿の若者。将棋駒を武器として使う。
蛍火のおりん
演 - 高島礼子（第4シリーズ）
水野忠邦配下のくノ一。小百合と同じように鳥追い姿で探索している。
山崎哲之介（第4シリーズでは「賞金稼ぎ・山崎哲之介」とクレジットされている。）
演 - 竜雷太
賞金稼ぎの浪人。行く先々で平八郎と出くわす。
水野忠邦
演 - 中村梅之助（第1シリーズ・第2シリーズ）

### ゲスト

#### 第1シリーズ
第1話 「国定忠治を斬れ！」
- 国定忠治 - 夏八木勲
- お葉 - 大場久美子
- お千代 - 森尾由美
- 日光の円蔵 - 伊吹剛
- 大和田大五郎 - 睦五朗
- 藤右衛門 - 土屋嘉男
- 儀助 - 奥村公延
- 朝吉 - 吉田友紀
- 有村兵庫 - 北原義郎
- 西沢 - 井上博一
- 黒川左内 - 山本昌平
- 猪之吉 - 岩尾正隆
- 仁吉 - 井上茂
- 一太郎 - 古原鉄平
- 八州回り役人 - 出水憲
- 手代 - 五十嵐義弘
- 大男 - 阿波地大輔
- 有川淳平、泉好太郎、高見裕二、奥田茂樹、和田かつら

第2話 「非情・黒田槍」
- 横倉綾 - 日下由美
- 武平 - 下川辰平
- 相川半三郎 - 原口剛
- 相川縫 - 菊地陽子
- 鬼塚典膳 - 西山辰夫
- 矢吹伊十郎 - 有川正治
- 島田多聞 - 八木隆
- 奉行所侍 - 波多野博

第3話 「義賊!?ねずみ小僧の謎を斬れ！」
- 吉蔵 - 長谷川明男
- おとき - 清水めぐみ
- 次郎吉 - 堀内正美
- 市川徳次郎 - 森下哲夫
- 卯兵衛 - 山口幸生
- 市村菊三郎 - 中村錦司
- 弥市 - 田中弘史
- 与力 - 玉生司朗
- 鶴吉 - 平田桃介
- 池田謙治、遠山金次郎

第4話 「巨悪の罠！消えた隠し金山を探れ!!」
- 林田善蔵 - 横光克彦
- 石川和泉守 - 幸田宗丸
- 星野仙右衛門 - 田中浩
- 有馬藤兵衛 - 三夏紳
- 松造 - 北見唯一
- 嘉助 - 河野実
- 林田伝兵衛 - 阿木五郎
- 波多野博、志茂山高也、藤長照夫、和田昌也

第5話 「唐丸破り!!人情切り裂く三千両」
- 伝衛門 - 内田稔
- お秋 - 木之原賀子
- 武ノ市 - 遠藤征慈
- 影山外記 - 高桐真
- 碓氷の五郎蔵 - 大木正司
- 伊三郎 - 森秀人
- 磯吉 - 西園寺章雄
- 源次 - 勝野賢三
- 代官所手代 - 峰蘭太郎
- 和助 - 木下通博
- 的場弥十郎 - 木谷邦臣

第6話 「用心棒の目に涙 哀れ母子の絆」
- 青江源七 - 石橋正次
- 律 - 鈴鹿景子
- 小太郎 - 大西良和
- 佐々木監物 - 内田勝正
- 市来喬之助 - 草見潤平
- 大津屋伴助 - 石山律雄
- お里 - 立原ちえみ
- 熊沢半蔵 - 石倉英彦
- 弥兵衛 - 端田宏三
- 行商人 - 真砂皓太
- 伊三郎 - 谷口孝史、石井洋充

第7話 「旅人平八郎涙をかくす三度笠」
- おたき - 竹井みどり
- 留吉 - 皿沢康志
- 卯兵衛 - 玉川伊佐男
- 荒牛長五郎 - 黒部進
- 浅吉 - 本郷直樹
- 島三 - 出水憲
- 銀八 - 井上茂
- 笹木俊志、大矢敬典、藤長照夫

第8話 「街道の風も泣いてた 女郎うた」
- 紋次 - 西山浩司
- 黒木市之助 - 亀石征一郎
- おさよ - 山下智子
- おせい - 丘野桃子
- 捨五郎 - 中田博久
- 滝蔵 - 森章二
- 風見の伝蔵 - 広瀬義宣
- 浪人 - 五十嵐義弘
- 滝蔵の子分 - 小峰隆司
- 池田謙治、清家三彦

第9話 「哀れ！薄幸の美姉妹 折鶴の謎」
- 菊の家小銀 - 山本ゆか里
- 菊の家小梅 - 蜷川香子
- 角倉丹波 - 高野真二
- 雑賀屋源蔵 - 長谷川弘
- 八巻連三郎 - 成瀬正孝
- 村田伝内 - 崎津隆介
- 半蔵 - 平田桃介
- 備前屋万助 - 今村廣則
- 徳兵衛 - 日高久
- 吉津屋宗七 - 有島淳平

第10話 「暗闇に死す！忍びの恋の最期」
- 伊助 - 荒木しげる
- 酒井玄蕃 - 中田浩二
- 野分の久兵衛 - 福山升三
- 八田頼母 - 中村孝雄
- 百地三太夫 - 遠山金次郎
- おたま - 村田美佐子

第11話 「東洲斉写楽を斬れ！」
- 斎藤市兵衛 - 森次晃嗣
- お米 - 葉山葉子
- 倉本仁左衛門 - 深江章喜
- 川上平蔵 - 金子研三
- 主税 - 原田慎也
- 徳平 - 伝法三千雄
- 茂作 - 森下鉄朗
- 白川浩二郎、壬生新太郎、藤長照夫、北村明男、浅田祐二

最終話 「白頭巾危機一髪！」
- お夏 - 岡まゆみ
- 河原十兵衛 - 西沢利明
- 小笠原長隆 - 江見俊太郎
- 島崎喜兵 - 上野山功一
- 津上 - 堀田真三
- 山形屋 - 須永克彦
- 牛吉 - 赤城太郎
- 久造 - 阿木五郎
- 俵 - 白川浩二郎
- 境 - 福本清三
- 小山 - 白井滋郎
- 志茂山高也

#### 第2シリーズ
第1話 「姫君抹殺指令！対決！白頭巾対黒爪根来衆」
- 琴姫 - 伊藤麻衣子
- 森塚菊馬 - 美木良介
- 島村市之助 - 五代高之
- 堀田主膳 - 菅貫太郎
- 浅野帯刀 - 滝田裕介
- 角倉兵庫 - 原田清人
- 佐々木伝内 - 黒部進
- 矢吹源蔵 - 遠藤征慈
- 生田左門 - 中条きよし
- 尾形順庵 - 松本朝生
- 森塚綾 - 小牧彩里
- お梶の方 - 中尾麻祐子
- お絹 - 速川明子
- 五平 - 阿木五郎
- 黒川行蔵 - 下元年世
- 関肥後守増昭 - 楠年明
- 白井滋郎、大矢敬典、司裕介、疋田泰盛、峰蘭太郎、藤長照夫、池田謙治、志茂山高也

第2話 「みちのく母娘二人旅」
- おまさ - 風祭ゆき
- 川田小十郎 - 清水章吾
- おみつ - 川田美香
- 長井大膳 - 原口剛
- 陣内竜五郎 - 田畑猛雄
- 勘助 - 稲吉靖司
- 中岡源之進 - 堀田真三
- 茂助 - 赤城太郎
- 吾作 - 端田宏三
- 百姓 - 今村廣則
- 浪人林玉之助 - 有川正治
- 名主 - 有島淳平

第3話 「五六八なみだ旅」
- 神崎主膳 - 中野誠也
- 森 - 中田博久
- 才次 - 小池雄介
- 辰造 - 藤井司
- お熊 - 河東けい
- 大黒屋 - 石浜祐次郎
- 武田京子、本名陽子、笹木俊志、峰蘭太郎、鈴川法子、藤長照夫

第4話 「からくり峠あばれ越え」
- 青柳錦四郎 - 吉岡祐一
- 関 - 立川三貴
- 江戸屋伍平 - 江見俊太郎
- 喜三郎 - 小沢象
- 五十嵐主膳 - 高桐真
- 足立主水 - 竜川真
- 佐平次 - 西田靜志郎
- おきく - 立原ちえみ
- 茂作 - 日高久
- 久賀大雅、野土晴久、岡田洪志、金竹雅浩、金田永植

第5話 「親泣かせ手車道中」
- おまつ - 川上夏代
- おこん - 鷲見利恵
- 留吉 - 四禮正明
- 草柳大四郎 - 原口剛
- おくら - 宮田圭子
- 勘助 - 広瀬義宣
- 碇屋久兵衛 - 藤沢薫
- 大矢敬典、柴田善行、藤長照夫、小船秋夫、春藤真澄

第6話 「地獄へ送る一万両」
- 徳蔵 - 出光元
- おやえ - 佐倉しおり
- 堀田康景 - 御木本伸介
- 金井軍兵衛 - 石橋雅史
- 早川甚内 - 田畑猛雄
- 早川多聞 - 大木晤郎
- 林小十郎 - 石倉英彦
- 老婆 - 坂本和子
- 中嶋俊一、志茂山高也、木谷邦臣、河本忠夫

第7話 「上州からっ風怨み風」
- 青木竜弥 - 渋谷哲平
- おりつ - 長島裕子
- 直祐 - 成瀬正孝
- 寺内左蔵 - 中田博久
- 太平 - 西園寺章雄
- 宗八 - 平岡秀幸
- 森山 - 波多野博
- 司裕介、池田謙治

第8話 「平八郎を仇と狙う女」
- おさち - 日下由美
- 岩淵庄太夫 - 石山律雄
- 飯塚弥平 - 出水憲
- 仁助 - 田中弘史
- 吉松 - 結城市朗
- おなみ - 武田京子
- 新蔵 - 武井三二
- 政吉 - 下元年世
- 池田謙治

第9話 「隠密無残！骨箱の謎」
- 矢吹加代 - 七瀬なつみ
- 伊助 - 塚本信夫
- 寺崎刑部 - 南原宏治
- 平野屋藤兵衛 - 江見俊太郎
- 笹木軍蔵 - 小沢象
- 岸本伝十郎 - 遠藤征慈
- 佐兵衛 - 北見唯一
- 矢吹源七 - 中嶋俊一
- 白井滋郎、武井三二、東孝、田辺ひとみ

第10話 「もち肌の女 連続殺人事件」
- 志村源斉 - 磯部勉
- 倉橋典膳 - 小笠原良知
- 伊三郎 - 石浜祐次郎
- 多平 - 松田明
- お紺 - 長谷川千佳
- お久美 - 西側有利子
- お咲 - 酒井久美子
- 福本清三、白川浩二郎、藤沢徹夫

第11話 「三吉馬子唄 なみだ唄」
- 山中義勝 - 長谷川哲夫
- お稲 - 遠藤真理子
- 石垣頼母 - 深江章喜
- 望月兵馬 - 冨家規政
- 三吉 - 西尾塁
- 工藤 - 石倉英彦
- 粂吉 - 三夏紳
- 半兵衛 - 寺下貞信
- 黒木 - 有川正治
- 家臣 - 藤沢徹夫

第12話 「愛を切り裂く高瀬舟」
- 利根屋吉五郎 - 内田稔
- 井筒屋仙右衛門 - 中村孝雄
- 板倉将監 - 田中浩
- 弥助 - 益富信孝
- おしの - 東城美帆
- 伊太郎 - 平田桃介
- 源次 - 原一平
- 真田実、山崎博之、木下通博、福中勢至郎

第13話 「檜舞台の罠！旅役者涙の晴れ姿」
- 花村菊之丞 - 藤木悠
- 森田藤十郎 - 片桐光洋
- 六兵衛 - 睦五朗
- 神保豊後守利重 - 西山辰夫
- 田中弘史、加納健次、木谷邦臣、中村錦司、山崎博之、泉祐介、岡田和範、大矢敬典、石井洋充、田井克幸

第14話 「炎の地獄に見た人情」
- 村田玄朴 - 玉川伊佐男
- おせい - 北川めぐみ
- 佐々木大膳 - 亀石征一郎
- 早田仙十郎 - 堀田真三
- お市 - 速川明子
- 長次 - 江端郁巳
- 猪之吉 - 結城市朗
- 増田屋茂十 - 三角八朗
- 銀三 - 赤城太郎
- 馬宿の定五郎 - 浜伸詞
- 新城邦彦、平岡秀幸、稲泉智万

第15話 「女三度笠 涙の迷子札」
- お新 - 若林志穂
- おりく - 荒木雅子
- 矢吹軍蔵 - 伊藤高
- 新田の勝五郎 - 曽根晴美
- 坂井屋藤兵衛 - 高桐真
- 佐兵衛 - 芝本正
- 市助 - 有光豊
- 波多野博、谷口孝史、小峰隆司、有島淳平、大矢敬典、池田謙治、小船秋夫、高橋弘志、司裕介、高見裕二、床尾賢一、加藤重樹、吉田信夫、浜田隆広

第16話 「阿片地獄に散った華」
- 神林宗庵 - 西田健
- 大和田 - 中田浩二
- 登勢 - 三浦リカ
- 小雪 - 樋口しげり
- 同心 - 大木晤郎
- 飲み屋の親父 - 日高久
- 森 - 滝譲二
- 峰蘭太郎、藤沢徹夫、江原政一、上野秀年、矢部義章、北村明男、稲泉智万、山田永二、河合綾子、太田和余

第17話 「女郎花は咲かず」
- 流れの喜三郎 - 沖田さとし
- おさち・雪江（二役） - 浜田朱里
- だるまの鹿蔵 - 和崎俊哉
- 辰巳屋利助 - 森章二
- 関根紋太夫 - 波田久夫
- 張戸の政五郎 - 笹五朗
- 甚平 - 伝法三千雄
- 疋田泰盛、木谷邦臣、窪田弘和

第18話 「過去を捨てた逃亡者」
- 矢野大助 - ひかる一平
- お千代 - 加藤由美
- 熊造 - 井上昭文
- 黒坂多門 - 外山高士
- 次郎太 - 本郷直樹
- 中山 - 唐沢民賢
- 茂助 - 溝田繁
- 巳之吉 - 五十嵐義弘
- 今泉 - 中嶋俊一
- 新城邦彦、司裕介、高橋弘志

第19話 「女渡世人 緋牡丹お絹」
- 緋牡丹お絹 - 沖直美
- 脇坂陣内 - 高野真二
- 堀伝九郎 - 中田博久
- 太助 - 堀光昭
- お清 - 福家美峰
- 加吉 - 今村廣則
- 音市 - 芝本正
- 犬神の紋次 - 岩尾正隆
- 虎八 - 井上茂
- 阿久津 - 福本清三

第20話 「水郷に咲いた夫婦花」
- 上総屋藤兵衛 - 工藤堅太郎
- おまさ - 小野さやか
- おみね - 一柳みる
- おしん - 五代百絵
- 梶原長門 - 五味龍太郎
- 河津伊豆守 - 森下鉄朗
- 勘八 - 浜伸詞
- 伊奈 - 柳原久仁夫
- 半次 - 竜川真
- 大平 - 笹木俊志
- 有島淳平、池田謙治、小船秋夫

第21話 「旅人平八郎怒りの賭場荒らし」
- 嘉平 - 谷村昌彦
- お里 - 片山由香
- 巴屋虎五郎 - 内田勝正
- 貝塚頼母 - 西山辰夫
- 犬山松十郎 - 石倉英彦
- 吾作 - 宮城幸生
- 伝次 - 下元年世
- お玉 - 武田京子
- 清吉 - 浅田祐二

第22話 「恋女房が消えた！怒りの裏街道」
- 黒頭の千蔵 - 長谷川明男
- 弥平 - 結城市朗
- 丈助 - 平田桃介
- 駒蔵 - 荻原郁三
- 与吉 - はりた照久
- おまき - 山口朱美
- おきぬ - 林美里
- 大矢敬典、藤長照夫

第23話 「ご赦免花の咲く日迄」
- 喜三郎 - 堀内正美
- 巳之吉 - 荒木しげる
- 室井勘兵衛 - 浜田晃
- 徳兵衛 - 長谷川弘
- 柏木源之進 - 出水憲
- 坂田又十郎 - 阿波地大輔
- 安造 - 隅本晃俊
- 春藤真澄

最終話 「凄絶！新兵衛死す」
- 七兵衛 - 織本順吉
- 源三 - 大橋吾郎
- お絹 - 日下由美
- 米沢監物 - 中田浩二
- 時津屋甚助 - 田畑猛雄
- 加助 - 波多野博
- 島田東十郎 - 白井滋郎
- 安吉 - 峰蘭太郎
- 五平 - 有島淳平
- お国 - 鈴川法子

#### 第3シリーズ
第1話 「帰ってきた白頭巾！仇討ち人情に泣く女」
- 桂木綾 - 北原佐和子
- 桂木弥七郎 - 海津亮介
- 佐々木大膳 - 深江章喜
- 山形屋源蔵 - 長谷川弘
- 佐兵衛 - 日高久
- 島村虎之助 - 滝譲二
- 西浦十蔵 - 福本清三
- 有島淳平、桂木麻智、志茂山高也、小坂和之、林哲夫

第2話 「てるてる坊主が泣いている」
- おひさ - 未來貴子
- 半次郎 - 冨家規政
- 大崎主膳 - 小林勝彦
- 源蔵 - 遠藤征慈
- 佐七 - 中嶋俊一
- 儀助 - 和田昌也
- 木谷邦臣、武井三二、鈴川法子

第3話 「縁切り寺異聞 尼寺の罠」
- 田代十兵衛 - 原口剛
- 磯田伝三郎 - 本郷直樹
- 妙真尼 - 犬塚賀子
- 英法尼（しの） - 樋口しげり
- 賢徳尼 - 島村昌子
- 浄心尼（みつ） - 想野まり
- しず - 太宰由美子
- 清六 - 有川正治
- 多助 - 平岡秀幸
- 常蔵 - 森下鉄朗
- 波多野博、藤長照夫、春藤真澄、上野聡子

第4話 「凧が泣いた宿場の女」
- おさき - 辻沢杏子
- おろく - 風祭ゆき
- 梶川左門 - 亀石征一郎
- 彦造 - 横光克彦
- 志茂山高也、河本忠夫、入江武敏、小峰隆司

第5話 「一天地六 賽の目地獄」
- 剣持十太夫 - 黒部進
- 相撲常 - 大前均
- 神谷多三郎 - 高峰圭二
- おかよ - 内野真理子
- 富五郎 - 浜伸詞
- 弥八 - 荻原郁三
- 古道具屋の親父 - 新城邦彦
- 西山清孝、木下通博、高橋弘志

第6話 「赤いほおずき怨み節」
- おれん - 葉山葉子
- 山犬の紋次 - 浜田晃
- 金沢外記 - 田中浩
- 清兵衛 - 石見栄英
- 佃伝三郎 - 柳原久仁夫
- 近藤甲斐 - 高桐真
- 芳太郎 - 松田吉博
- 長沢九平 - 五十嵐義弘
- 勝野賢三、小船秋夫、石井洋充、北村明男

第7話 「地獄に落ちた女郎蜘蛛」
- おさき - 吉川十和子
- 伊助 - 若松俊秀
- 利根屋吉兵衛 - 和崎俊哉
- 勘八 - 重久剛一
- 半次 - 入江武敏
- およね - 紅萬子
- 司裕介

第8話 「川止め、足止め、地獄越え！」
- 竜之助 - 沖田浩之
- 小笠原義久 - 高野真二
- 文造 - 吉田豊明
- 逓兵衛 - 多賀勝
- 権蔵 - 田中弘史
- 姫次郎 - 結城市朗
- おきよ - 五代百絵
- 市兵衛 - 佐々山洋一
- 俵玄馬 - 久賀大雅
- 与作 - 平岡秀幸
- 峰岸 - 谷口孝史
- 竹村愛美

第9話 「年増殺し最後の賭け」
- おそで - 三浦リカ
- 徳三郎 - 島英臣
- 奥田玄之進 - 成瀬正孝
- 奥田典膳 - 五味龍太郎
- 勘八 - 井上茂
- おみね - 吉田哲子
- 中盆 - 壬生新太郎
- 門弟 - 矢部義章

第10話 「呪いの伝説 隠し銅山の罠」
- 音吉 - 竜川真
- お里 - 速川明子
- 住職 - 幸田宗丸
- 神塚主殿 - 外山高士
- 吾作 - 伊庭剛
- 彦兵衛 - 阿木五郎
- 達右衛門 - 須永克彦
- 田所陣十郎 - 玉生司朗
- 秋葉 - 芝本正
- 白川浩二郎、和田昌也

第11話 「野州路の女 涙あふれて思い川」
- 伊平次 / 友次郎（二役） - 速水亮
- 山森三右衛門 - 田口計
- 有原久馬 - 堀田真三
- 竹垣武太夫 - 溝田繁
- 村上治平 - 河野実
- 福本清三、峰蘭太郎、柴田善行

最終話 「清水の次郎長を叩っ斬れ！」
- 清水の次郎長 - 峰岸徹
- おたつ - 宮崎淑子
- 榊原千勢 - 大塚良重
- 草津の卯吉 - 高松しげお
- 西浦出雲 - 江見俊太郎
- 寺崎刑部 - 中田浩二
- 新田の松五郎 - 中田博久
- 森田屋伝兵衛 - 長谷川弘
- 浜野屋勘蔵 - 山本紀彦
- お蝶 - 浜田朱里
- 北林源九郎 - 石倉英彦
- 島田十蔵 - 岩尾正隆
- 笹木俊志、井上茂、有川正治、松田明、有島淳平、宮城幸生、峰蘭太郎、疋田泰盛、大矢敬典、藤沢徹夫、藤長照夫

#### 第4シリーズ
第1話 「男涙の大利根無情!抜荷街道の謎を追え！」
- 平手造酒 - 萩原流行
- 陳昌英 - 西田健
- 横澤外記 - 亀石征一郎
- 新垣弥十郎 - 浜田晃
- 市助 - 頭師佳孝
- 笹川の繁蔵 - 成瀬正孝
- おきた - 鈴鹿景子
- 捨吉 - 堀裕晶
- 安造 - 大前均
- 飯岡の助五郎 - 曽根晴美
- 生田半助 - 崎津隆介
- 西国屋利左衛門 - 福山象三
- 井上博一、白井滋郎、峰蘭太郎、大矢敬典、藤沢徹夫、鈴川法子

第2話 「男たちの哀歌！疑惑の賞金首」
- 新井伸太郎 - 赤羽秀之
- お藤 - 中原果南
- 大利根屋徳兵衛 - 宗方勝巳
- 野島頼母 - 外山高士
- おしげ - 前沢保美
- 青山 - 山崎りょう
- 神坂陣内 - 石倉英彦
- 浜田雄史、平岡秀幸、有島淳平、細川純一、奔田陵、松田吉博、畑中怜一、高見裕二、池田謙治、竹村愛美

第3話 「悲恋の行方！欺かれた八州廻り」
- おうめ - 若林志穂
- 柳田岩之助 - 本郷直樹
- 長坂権之丞 - 中田浩二
- 小杉由次郎 - 筒井巧
- 長次 - 重久剛一
- 文吉 - 有川正治
- 千五郎 - 時代吉二郎
- 小杉作兵衛 - 荻原郁三
- 庄八 - 井上茂
- 重山 - 笹木俊志
- 西山清孝、木下通博、松尾裕之、山根誠示

第4話 「濡れ衣 母子流転の旅」
- 多三郎 - 黒田隆哉
- 武蔵屋徳兵衛 - 深江章喜
- 竹村半兵衛 - 原口剛
- 弥助 - 沖田さとし
- 定三 - 峰蘭太郎
- 八重 - 草野由起子
- 北村明男、中西勇太、谷口靖子

第5話 「人情峠の遠い春」
- 弥平 - 河原崎建三
- 山根義勝 - 川合伸旺
- 武蔵屋清兵衛 - 田口計
- お糸 - 寺田玲
- おしの - 江口由起
- 三国屋治平 - 永井秀明
- 利七 - 辻政宏
- 福本清三、志茂山高也、泉好太郎、疋田泰盛、山田永二、高木英一、市村菜月、上鶴良子

第6話 「鬼の首の弥藤次」
- 弥平 - 山田吾一
- 星野大膳 - 江見俊太郎
- 柏屋伝兵衛 - 黒部進
- 塚本七左衛門 - 河合絃司
- お菊 - 片山理央
- お島 - 小宮久美子
- 梅吉 - 大橋壮多
- 彦十 - 広瀬義宣
- 武井紋十郎 - 滝譲二
- 藤沢徹夫、司裕介、小船秋夫、原田逸夫

第7話 「妻恋街道流れ旅」
- 彦蔵 - 速水亮
- 駒井主膳 - 内田勝正
- 吉五郎 - 田中弘史
- 女郎のおちか - 幸田奈穂子
- 女房のおちか - 小牧彩里
- 日円 - 徳田興人
- 岩木勘兵衛 - 真田実
- 江口嘉平次 - 谷口高史
- 壬生新太郎、藤長照夫、小坂和之、福中勢至郎、東孝、西岡ちあき、浜崎涼子、星野美恵子

第8話 「消えた八千両 悲しい女の夢芝居」
- おこん - 三浦リカ
- 稲垣大膳 - 山本清
- 上州屋惣兵衛 - 高桐真
- 永井頼母 - 溝田繁
- 侍勘兵衛 - 岩尾正隆
- 磯貝甚十郎 - 河野実
- 塚本加成子、田辺ひとみ、木下通博、加藤重樹、野土晴久

第9話 「おしめ十兵衛」
- 田所屋十兵衛 - 津嘉山正種
- 岡野ちづる - 上野めぐみ
- 田所屋弥市 - 角田英介
- 九助 - 阿木五郎
- 黒木左内 - 五味龍太郎
- 岡野順庵 - 寺下貞信
- 老船頭 - 日高久
- 五十嵐義弘、遠山金次郎、上野秀年、窪田弘和、石井洋充、河本忠夫、松永吉訓、佐々木紳二

第10話 「身代り観音 夫婦唄」
- おしの - 日下由美
- 清太郎 - 島英臣
- 吉岡郡右衛門 - 小林勝彦
- 六兵衛 - 森章二
- 竹見弥兵太 - 浜田東一郎
- 駒蔵 - 玉生司朗
- 組頭 ‐ 今村廣則
- 谷口友香、白井滋郎、矢部義章、波多野博、河田洋志、山田良樹、太田雅之、鈴川法子

第11話 「女渡世人 涙をかくす三度笠」
- お蝶 - 大沢逸美
- 百合恵 - 吉野真弓
- 柏木甚三郎 - 井上高志
- 芦田万蔵 - 中村孝雄
- 栄屋六兵衛 - 牧冬吉
- 久賀大雅、有島淳平、池田謙治、木谷邦臣、西村正樹、床尾賢一、播磨弘規、浜崎涼子

最終話 「国定忠治 涙の八木節」
- 国定忠治 - 清水健太郎
- おせい - 津島令子
- おつね - 大塚露那
- 佃外記 - 唐沢民賢
- 大場左内 - 出水憲
- 丹下弥九郎 - 岡田洪志
- 川浪公次郎、中嶋俊一、柴田善行、高橋弘志、畑中伶一、稲泉智万、松尾裕之、藤坂有希

## スタッフ

### 第1シリーズ
- 制作 - 遠藤慎介（テレビ東京）、永野保徳（ユニオン映画）
- プロデューサー - 江津兵太（テレビ東京）、大藤博司（ユニオン映画）、今井正夫（東映太秦映像）
- 脚本 - 中野顕彰、津田幸於、田村多津夫、名倉勲、荒木芳久、下飯坂菊馬
- 音楽 - 菊池俊輔
- 撮影 - 原田裕平、小林善和、平山善樹、萩屋信
- 照明 - 岩見秀夫、武邦男、伊勢晴夫、佐々木政一
- 録音 - 中川清、面屋竜憲、小金丸輝貴、神戸孝憲
- 美術 - 井川徳道、高見哲也、三浦鐐二
- 編集 - 祖田冨美夫
- 記録 - 野口多喜子、内藤幸子、西野敏子、重富美香、西村直美
- 衣裳 - 東京衣裳
- 装置 - 野元志郎
- 装飾 - 長尾康久、窪田治
- 小道具 - 高津商会
- 騎馬 - 岸本乘馬センター
- 美粧結髪 - 東和美粧
- かつら - 山崎かつら
- 特技 - 宍戸大全
- 擬斗 - 谷明憲、菅原俊夫（東映剣会）、三好郁夫（東映剣会）、上野隆三（東映剣会）
- 演技事務 - 山下義明、石井周作
- 計測 - 長谷川光徳、原田国一
- 邦楽監修 - 中本哲
- 現像 - IMAGICA
- 助監督 - 和田圭一、喜田川隆義、梅原重行、佐藤晴夫
- 整音 - 加藤正行
- 進行 - 福田雅弘
- 協力 - 京都・大覚寺、粟生・光明寺
- ナレーター - 佐藤慶
- スチール - 高瀬和三郎、北脇克巳、下村正利
- 広報担当 - 高橋修（テレビ東京）、加藤正敏（テレビ東京）
- 制作担当 - 北村良一
- プロデューサー補 - 小川治（テレビ東京）、大藤博司（ユニオン映画）
- 主題歌 - 三好鉄生「男たちのバラード」（作詞・作曲：伊藤薫 / 編曲：長谷川純也 / 発売：クラウンレコード）
- 制作協力 - 東映太秦映像
- 監督 - 田中徳三、大洲齊、小澤啓一
- 製作 - テレビ東京、ユニオン映画

### 第2シリーズ
- 制作 - 遠藤慎介（テレビ東京）、永野保徳（ユニオン映画）
- チーフプロデューサー - 江津兵太（テレビ東京）、菊池昭康（ユニオン映画）
- プロデューサー - 小川治（テレビ東京）、大藤博司（ユニオン映画）、今井正夫（東映太秦映像）
- 脚本 - 津田幸於、名倉勲、中野顕彰、下飯坂菊馬、田村多津夫、國弘威雄、荒木芳久、鈴木生朗、安藤日出男
- 音楽 - 菊池俊輔
- 撮影 - 平山善樹、都築雅人、原田裕平、小林善和、片山顕、羽田辰治
- 照明 - 岩見秀夫、大谷康郎、伊勢晴夫、武邦男、佐々木政一、畑下隆憲
- 録音 - 田中峯生、中川清、神戸孝憲、木村均、小金丸輝貴、面屋竜憲、西村良、田辺義教
- 美術 - 三浦鐐二、栗崎元成、高見哲也、鈴木孝俊、園田一佳、辻野大、稲野實
- 編集 - 祖田冨美夫
- 記録 - 西野敏子、重富美香、西村直美、内藤幸子、小川加津子、中田英子、三橋千尋、東紀子
- 衣裳 - 米田稔
- 装置 - 山本永寿、和田順吉、岡田厚詩、小川善春
- 装飾 - 窪田治、渡辺源三、極並浩史、三木雅彦、玉井憲一、西川由紀夫、平田俊昭
- 小道具 - 高津商会
- 美粧結髪 - 東和美粧
- かつら - 山崎かつら
- 特技 - 宍戸大全
- 擬斗 - 谷明憲、上野隆三（東映剣会）
- 演技事務 - 山下義明、西村尚三
- 計測 - 長谷川光徳、原田国一
- 邦楽監修 - 中本哲
- 現像 - IMAGICA
- スチール - 高瀬和三郎、北脇克巳、下村正利、深野隆、松平元子、林晋
- 広報担当 - 加藤正敏（テレビ東京）
- 刺青絵師 - 毛利清二（第19話）
- 騎馬 - 岸本乗馬センター
- 協力 - 京都・大覚寺、京都・北野天満宮（第1話）、粟生・光明寺
- 助監督 - 佐藤晴夫、喜田川隆義、和田圭一、梅原重行、久島和也、高垣博也、井上泰治、渡辺譲
- 整音 - 加藤正行
- 進行 - 福田雅弘、釣田泰、進藤盛延、宮崎俊弥、木岡敦、松田渡
- ナレーター - 佐藤慶
- 制作担当 - 北村良一
- 主題歌 - 西郷輝彦「旅はさすらい」（作詞：中山大三郎 / 作曲：浜口庫之助 / 編曲：若草恵 / 発売：日本クラウン）
- 製作協力 - 東映太秦映像
- 監督 - 小澤啓一、金鐘守、大洲齊、是沢邦男、田中徳三、髙倉祐二、山下耕作
- 製作 - テレビ東京、ユニオン映画

### 第3シリーズ
- 制作 - 遠藤慎介（テレビ東京）、永野保徳（ユニオン映画）
- チーフプロデューサー - 江津兵太（テレビ東京）、菊池昭康（ユニオン映画）
- プロデューサー - 鈴木一巳（テレビ東京）、大藤博司（ユニオン映画）、今井正夫（東映太秦映像）
- 脚本 - 津田幸於、中野顕彰、國弘威雄、田村多津夫、名倉勲、安藤日出男、下飯坂菊馬、荒木芳久、麦野仁紀
- 音楽 - 菊池俊輔
- 撮影 - 原田裕平、萩屋信、平山善樹、小林善和、都築雅人、片山顕、羽田辰治
- 照明 - 伊勢晴夫、岩見秀夫、武邦男、佐々木政一、畑下隆憲、大谷康郎
- 録音 - 中川清、田中峯生、神戸孝憲、木村均、小金丸輝貴、面屋竜憲、西村良、田辺義教
- 美術 - 井川徳道、高見哲也、三浦寮二、栗崎元成、鈴木孝俊、園田一佳、辻野大、稲野實
- 編集 - 祖田冨美夫
- 記録 - 野口多喜子、西野敏子、重信美香、西村直美、内藤幸子、小川加津子、中田英子、三橋千尋、東紀子
- 衣裳 - 米田稔、植田光三
- 装置 - 野元志郎、山本永寿、和田順吉、岡田厚詩、小川善春
- 装飾 - 長尾康久、窪田治、渡辺源三、極並浩史、三木雅彦、玉井憲一、西川由紀夫、平田俊昭、辻俊安
- 小道具 - 高津商会
- 美粧結髪 - 東和美粧
- かつら - 山崎かつら
- 特技 - 宍戸大全
- 擬斗 - 谷明憲、菅原俊夫（東映剣会）、三好郁夫（東映剣会）、上野隆三（東映剣会）
- 演技事務 - 山下義明、西村尚三
- 計測 - 長谷川光徳、原田国一、作村龍二
- 邦楽監修 - 中本哲
- 現像 - IMAGICA
- スチール - 高瀬和三郎、北脇克巳、下村正利、深野隆、松平元子、林晋
- 広報担当 - 加藤正敏（テレビ東京）、島田政明（テレビ東京）
- 刺青絵師 - 毛利清二（第7話）
- 騎馬 - 岸本乗馬センター
- 協力 - 京都・大覚寺、粟生・光明寺
- 助監督 - 喜田川隆義、和田圭一、梅原重行、佐藤晴夫、久島和也、高垣博也、井上泰治、渡辺譲
- 整音 - 加藤正行、神戸孝憲
- 進行 - 福田雅弘、釣田泰、宮崎俊弥、木岡敦、松田渡
- ナレーター - 芝本正
- 制作担当 - 北村良一
- 主題歌 - 西郷輝彦「旅はさすらい」（作詞：中山大三郎 / 作曲：浜口庫之助 / 編曲：若草恵 / 発売：日本クラウン）
- プロデューサー補 - 栗田眞里（テレビ東京）
- 制作協力 - 東映太秦映像
- 監督 - 矢田清巳、小澤啓一、田中徳三、金鐘守、山下耕作、井上泰治
- 製作 - テレビ東京、ユニオン映画

### 第4シリーズ
- プロデューサー - 小川治（テレビ東京）、大藤博司（ユニオン映画）、今井正夫（東映太秦映像）
- 脚本 - 津田幸於、中野顕彰、田村多津夫、名倉勲、鈴木生朗、内田泰子、安藤日出男
- 音楽 - 菊池俊輔
- 撮影 - 都築雅人、原田裕平、萩屋信、平山善樹、小林善和、片山顕
- 照明 - 武邦男、大谷康郎、伊勢晴夫、岩見秀夫、佐々木政一、畑下隆憲
- 録音 - 木村均、中川清、田中峯生、木村均、面屋竜憲、西村良、田辺義教
- 美術 - 園田一佳、三浦鐐二、辻野大
- 編集 - 藤原公司
- 記録 - 内藤幸子、西野敏子、野口多喜子、重信美香、西村直美、小川加津子、中田英子、三橋千尋、東紀子
- 衣裳 - 米田稔、植田光三
- 装置 - 小川善春、野元志郎、山本永寿、和田順吉、岡田厚詩、
- 装飾 - 平田俊昭、長尾康久、窪田治、渡辺源三、極並浩史、三木雅彦、西川由紀夫、辻俊安
- 小道具 - 高津商会
- 美粧・結髪 - 東和美粧
- かつら - 山崎かつら
- 特技 - 宍戸大全
- 演技事務 - 山下義明、西村尚三
- 擬斗 - 谷明憲、菅原俊夫（東映剣会）、三好郁夫（東映剣会）、上野隆三（東映剣会）
- 整音 - 神戸孝憲
- 計測 - 長谷川光徳、作村龍二
- 進行 - 福田雅弘、釣田泰、宮崎俊弥、木岡敦、松田渡
- 現像・テレシネ - IMAGICA
- 邦楽監修 - 中本哲
- スチール - 林晋
- 広報担当 - 大塚淳（テレビ東京）
- 騎馬 - 岸本乗馬センター
- 助監督 - 井上泰治、佐藤晴夫、佐野陽一、喜田川隆義、和田圭一、梅原重行、渡辺譲、森本浩史
- 協力 - 京都・大覚寺
- 進行主任 - 進藤盛延
- ナレーター - 田畑猛雄
- 主題歌 - 西郷輝彦「別れの条件」（作詞：荒木とよひさ / 作曲：都志見隆 / 編曲：川村栄二 / 発売：日本クラウン）
- 制作協力 - 東映太秦映像
- 監督 - 齋藤光正、金鐘守、井上泰治、小野田嘉幹、和田圭一
- 製作 - テレビ東京、ユニオン映画

## 放送日程

### 第1シリーズ（1990年）
- 1990年4月13日 - 6月29日、全12話。
- 第1話はスペシャル。

| 各話   | 放送日        | サブタイトル                     | 脚本       | 監督     |
| ------ | ------------- | -------------------------------- | ---------- | -------- |
| 第1話  | 1990年4月13日 | 国定忠治を斬れ！                 | 中野顕彰   | 田中徳三 |
| 第2話  | 4月20日       | 非情・黒田槍                     | 津田幸於   | 大洲齊   |
| 第3話  | 4月27日       | 義賊!?ねずみ小僧の謎を斬れ！     | 田村多津夫 | 田中徳三 |
| 第4話  | 5月04日       | 巨悪の罠！消えた隠し金山を探れ!! | 名倉勲     | 大洲齊   |
| 第5話  | 5月11日       | 唐丸破り!!人情切り裂く三千両     | 荒木芳久   | 大洲齊   |
| 第6話  | 5月18日       | 用心棒の目に涙 哀れ母子の絆      | 津田幸於   | 田中徳三 |
| 第7話  | 5月25日       | 旅人平八郎涙をかくす三度笠       | 下飯坂菊馬 | 小澤啓一 |
| 第8話  | 6月01日       | 街道の風も泣いてた 女郎うた      | 田村多津夫 | 小澤啓一 |
| 第9話  | 6月08日       | 哀れ！薄幸の美姉妹 折鶴の謎      | 津田幸於   | 大洲齊   |
| 第10話 | 6月15日       | 暗闇に死す！忍びの恋の最期       | 名倉勲     | 大洲齊   |
| 第11話 | 6月22日       | 東洲斉写楽を斬れ！               | 中野顕彰   | 大洲齊   |
| 最終話 | 6月29日       | 白頭巾危機一髪！                 | 中野顕彰   | 大洲齊   |

### 第2シリーズ（1991年）
- 1991年4月19日 - 9月27日、全24話。
- 第1話はスペシャル。

| 各話   | 放送日        | サブタイトル                           | 脚本       | 監督     |
| ------ | ------------- | -------------------------------------- | ---------- | -------- |
| 第1話  | 1991年4月19日 | 姫君抹殺指令！対決！白頭巾対黒爪根来衆 | 津田幸於   | 小澤啓一 |
| 第2話  | 4月26日       | みちのく母娘二人旅                     | 名倉勲     | 金鐘守   |
| 第3話  | 5月03日       | 五六八なみだ旅                         | 中野顕彰   | 小澤啓一 |
| 第4話  | 5月10日       | からくり峠あばれ越え                   | 中野顕彰   | 金鐘守   |
| 第5話  | 5月17日       | 親泣かせ手車道中                       | 下飯坂菊馬 | 大洲齊   |
| 第6話  | 5月24日       | 地獄へ送る一万両                       | 名倉勲     | 金鐘守   |
| 第7話  | 5月31日       | 上州からっ風怨み風                     | 田村多津夫 | 是沢邦男 |
| 第8話  | 6月07日       | 平八郎を仇と狙う女                     | 田村多津夫 | 大洲齊   |
| 第9話  | 6月14日       | 隠密無残！骨箱の謎                     | 津田幸於   | 小澤啓一 |
| 第10話 | 6月21日       | もち肌の女 連続殺人事件                | 國弘威雄   | 田中徳三 |
| 第11話 | 6月28日       | 三吉馬子唄 なみだ唄                    | 中野顕彰   | 大洲齊   |
| 第12話 | 7月05日       | 愛を切り裂く高瀬舟                     | 荒木芳久   | 田中徳三 |
| 第13話 | 7月12日       | 檜舞台の罠！旅役者涙の晴れ姿           | 名倉勲     | 大洲齊   |
| 第14話 | 7月19日       | 炎の地獄に見た人情                     | 津田幸於   | 大洲齊   |
| 第15話 | 7月26日       | 女三度笠 涙の迷子札                    | 津田幸於   | 髙倉祐二 |
| 第16話 | 8月02日       | 阿片地獄に散った華                     | 中野顕彰   | 山下耕作 |
| 第17話 | 8月09日       | 女郎花は咲かず                         | 鈴木生朗   | 山下耕作 |
| 第18話 | 8月16日       | 過去を捨てた逃亡者                     | 中野顕彰   | 小澤啓一 |
| 第19話 | 8月23日       | 女渡世人 緋牡丹お絹                    | 安藤日出男 | 小澤啓一 |
| 第20話 | 8月30日       | 水郷に咲いた夫婦花                     | 下飯坂菊馬 | 是沢邦男 |
| 第21話 | 9月06日       | 旅人平八郎怒りの賭場荒らし             | 荒木芳久   | 是沢邦男 |
| 第22話 | 9月13日       | 恋女房が消えた！怒りの裏街道           | 田村多津夫 | 田中徳三 |
| 第23話 | 9月20日       | ご赦免花の咲く日迄                     | 名倉勲     | 田中徳三 |
| 最終話 | 9月27日       | 凄絶！新兵衛死す                       | 津田幸於   | 髙倉祐二 |

### 第3シリーズ（1992年）
- 1992年7月10日 - 10月2日、全12話。
- 最終話はスペシャル。

| 各話   | 放送日        | サブタイトル                         | 脚本                | 監督     |
| ------ | ------------- | ------------------------------------ | ------------------- | -------- |
| 第1話  | 1992年7月10日 | 帰ってきた白頭巾！仇討ち人情に泣く女 | 津田幸於            | 矢田清巳 |
| 第2話  | 7月24日       | てるてる坊主が泣いている             | 中野顕彰            | 小澤啓一 |
| 第3話  | 7月31日       | 縁切り寺異聞 尼寺の罠                | 國弘威雄            | 田中徳三 |
| 第4話  | 8月07日       | 凧が泣いた宿場の女                   | 田村多津夫          | 小澤啓一 |
| 第5話  | 8月14日       | 一天地六 賽の目地獄                  | 名倉勲              | 田中徳三 |
| 第6話  | 8月21日       | 赤いほおずき怨み節                   | 安藤日出男          | 矢田清巳 |
| 第7話  | 8月28日       | 地獄に落ちた女郎蜘蛛                 | 下飯坂菊馬 麦野仁紀 | 金鐘守   |
| 第8話  | 9月04日       | 川止め、足止め、地獄越え！           | 中野顕彰            | 金鐘守   |
| 第9話  | 9月11日       | 年増殺し最後の賭け                   | 名倉勲              | 井上泰治 |
| 第10話 | 9月18日       | 呪いの伝説 隠し銅山の罠              | 荒木芳久            | 金鐘守   |
| 第11話 | 9月25日       | 野州路の女 涙あふれて思い川          | 田村多津夫          | 金鐘守   |
| 最終話 | 10月02日      | 清水の次郎長を叩っ斬れ！             | 津田幸於            | 山下耕作 |

### 第4シリーズ（1994年）
- 1994年4月8日 - 6月24日、全12話。
- 第1話はスペシャル。

| 各話   | 放送日        | サブタイトル                           | 脚本            | 監督       |
| ------ | ------------- | -------------------------------------- | --------------- | ---------- |
| 第1話  | 1994年4月08日 | 男涙の大利根無情！抜荷街道の謎を追え！ | 津田幸於        | 齋藤光正   |
| 第2話  | 4月15日       | 男たちの哀歌！疑惑の賞金首             | 中野顕彰        | 金鐘守     |
| 第3話  | 4月22日       | 悲恋の行方！欺かれた八州廻り           | 田村多津夫      | 金鐘守     |
| 第4話  | 4月29日       | 濡れ衣 母子流転の旅                    | 名倉勲          | 井上泰治   |
| 第5話  | 5月06日       | 人情峠の遠い春                         | 中野顕彰        | 小野田嘉幹 |
| 第6話  | 5月13日       | 鬼の首の弥藤次                         | 津田幸於        | 井上泰治   |
| 第7話  | 5月20日       | 妻恋街道流れ旅                         | 鈴木生朗        | 小野田嘉幹 |
| 第8話  | 5月27日       | 消えた八千両 悲しい女の夢芝居          | 名倉勲 内田泰子 | 金鐘守     |
| 第9話  | 6月03日       | おしめ十兵衛                           | 安藤日出男      | 金鐘守     |
| 第10話 | 6月10日       | 身代り観音 夫婦唄                      | 田村多津夫      | 和田圭一   |
| 第11話 | 6月17日       | 女渡世人 涙をかくす三度笠              | 鈴木生朗        | 井上泰治   |
| 最終話 | 6月24日       | 国定忠治 涙の八木節                    | 安藤日出男      | 井上泰治   |